# 庙宫站
庙宫站是一个京通线上的铁路车站，位于河北省围场满族蒙古族自治县庙宫村，建于1980年，目前为四等站，邮政编码为068452。目前客运：办理旅客乘降；不办理行李、包裹托运；不办理货运营业。